# 경기항공고등학교
경기항공고등학교(京畿航空高等學校)는 대한민국 경기도 광명시 광명동에 위치한 사립 고등학교이다.

## 학교 연혁
- 1977년 5월 17일 : 학교법인 의석학원 인가, 초대 강춘형 이사장 취임
- 1981년 1월 15일 : 광명공업고등학교 인가(건축과 18학급), 초대 강춘형 교장 취임
- 1981년 3월 6일 : 광명공업고등학교 개교(6학급)
- 1984년 2월 28일 : 광명공업고등학교 제1회 졸업식(312명)
- 2001년 9월 1일 : 학칙변경(남녀공학, 건축과 3학급, 전자전산과 9학급)
- 2015년 12월 17일 : 제5대 곽문혜 이사장 취임
- 2018년 6월 25일 : 항공전기전자과 학과 재구조화 사업 승인
- 2019년 6월 5일 : 인테리어리모델링과 학과 재구조화 사업 승인
- 2019년 7월 4일 : 경기항공고등학교 교명 승인
- 2019년 7월 4일 : 항공영상미디어과 학과 재구조화 사업 승인
- 2022년 7월 1일 : 교육부 선정 신산업분야 학과 개편(로봇자동화과)
- 2023년 3월 1일 : 제6대 유형진 교장 취임
- 2023년 10월 13일 : 교육부 산학일체형 도제학교(로봇자동화과) 선정
- 2024년 1월 5일 : 경기항공고등학교 제41회 74명 졸업 (총 9,644명 졸업)
- 2024년 3월 1일 : 청록관(기숙사) 개관(경기도교육청, 광명시 환경개선지원)
- 2024년 3월 4일 : 경기항공고등학교 제44회 입학(제44회 입학생수 59명)

## 설치 학과
- 스마트전자과
- 인테리어리모델링과
- 로봇자동화과
- 항공전기전자과
- 항공영상미디어과

## 참고 자료
- 경기항공고등학교 - 한국교육학술정보원 학교알리미